# Obwodnica śródmiejska Wrocławia
Śródmiejska Obwodnica Wrocławia – obwodnica we Wrocławiu obiegająca centralne dzielnice miasta w odległości od 3 do 5,5 km od Rynku. Trasa budowana i otwierana jest etapami, ponad 20 km przebiegu oddano już do ruchu. Jej całkowita długość wyniesie około 25 km.
Obwodnica jest w przeważającym przebiegu drogą dwujezdniową o klasie głównej ruchu przyspieszonego (GP) z normalnymi skrzyżowaniami jednopoziomowymi, poza bardzo nielicznymi wyjątkami zabezpieczonymi sygnalizacją świetlną. Wielopoziomowe węzły występują jednak w sąsiedztwie wiaduktów i mostów. Obwodnica śródmiejska naniesiona jest w miejskim planie ogólnym zagospodarowania przestrzennego, a później studium uwarunkowań i kierunków zagospodarowania przestrzennego od lat 60. XX wieku, aczkolwiek przebieg jej południowego, południowo-wschodniego i południowo-zachodniego odcinka ustalono już w 1921.
Obwodnica śródmiejska wraz z obwodnicą staromiejską służyć ma głównie rozprowadzeniu ruchu wewnętrznego między osiedlami miasta, dla ruchu tranzytowego przewidziano zaś obwodnicę autostradową i budowaną obwodnicę wschodnią. Na dwóch odcinkach obwodnicy śródmiejskiej pasem rozdzielającym jezdnie poprowadzono wydzielone torowiska tramwajowe.

## Przebieg i historia obwodnicy

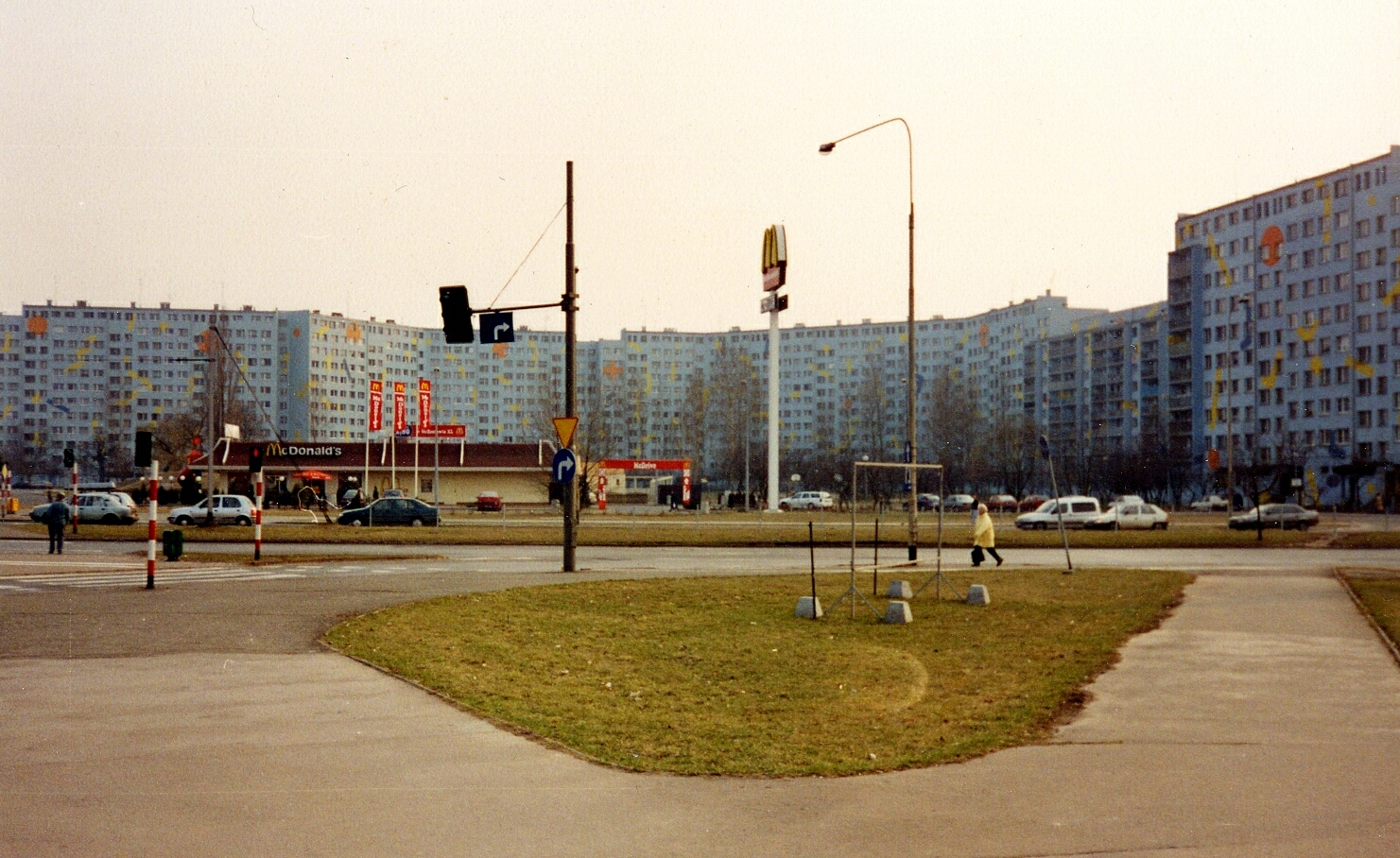
Aleja Armii Krajowej – obwodnica śródmiejska na osiedlu Gaj

### Aleja Wielkiej Wyspy
Otwarty dla ruchu 23 grudnia 2023 r. odcinek, przeznaczony dla ruchu lokalnego o klasie ulicy zbiorczej rozpoczyna się na ulicy Armii Krajowej na przebudowanym węźle nad ulicą Krakowską, dalej biegnąc przez 350 metrowy Most Na Wilczym Kącie oraz 700 metrowy Most Olimpijski w kierunku ul. 8 Maja, do skrzyżowania z ul. Mickiewicza. Inwestycja sfinansowana w całości z budżetu miasta kosztowała około 260 mln zł. Przebieg drogi został zaprojektowany jeszcze przez przedwojennych, niemieckich gospodarzy miasta. Długość alei wynosi 3400 m. Aleja Wielkiej Wyspy została odznaczona jako jedna z 10 najlepszych polskich inwestycji w 2024 roku.

### Aleja Armii Krajowej
Najwcześniej oddany do ruchu odcinek obwodnicy stanowi aleja Armii Krajowej. Na całej długości aleja składa się obecnie z dwóch jezdni rozdzielonych pasem zieleni, chodników i dróg rowerowych po obu stronach jezdni. Przebiega częściowo śladem wschodniego odcinka ul. Pięknej, dalej przez dawne ogródki działkowe oraz w miejscu dawnej ul. Proletariackiej, wcześniej niem. Hercher Straße. Początkowo zbudowany odcinek obwodnicy nosił również nazwę ulicy Proletariackiej (na pamiątkę założonej przez L. Waryńskiego partii socjalistycznej), następnie od 1 stycznia 1991 ulicy Armii Krajowej, zaś mocą uchwały z dnia 16 stycznia 1997 roku przemianowano ją na aleję Armii Krajowej.

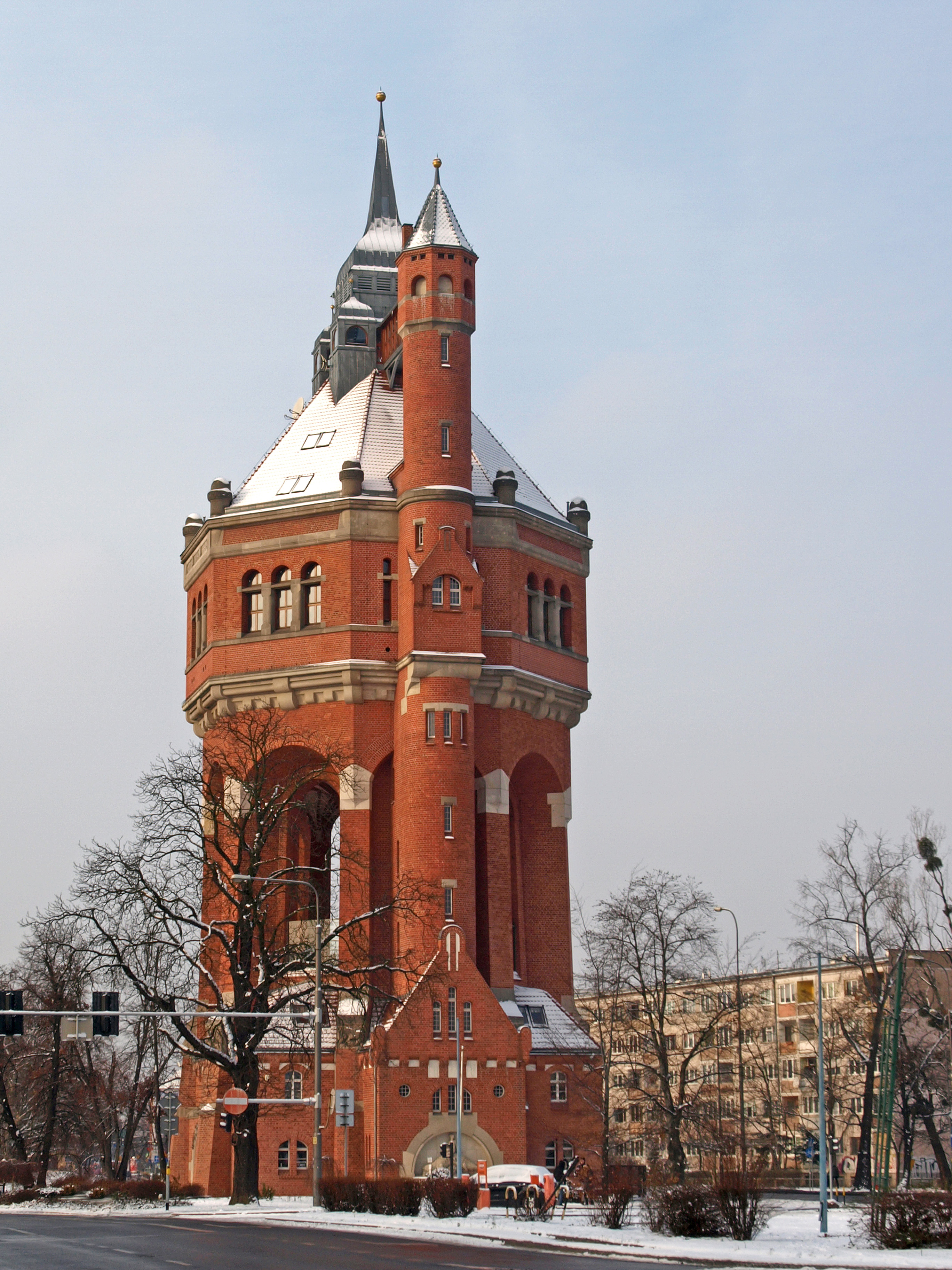
Wieża ciśnień przy alei Wiśniowej

W 1984 otwarto wiadukt nad linią kolejową Wrocław–Opole wraz z węzłem drogowym typu trąbka z ul. Krakowską. Już w latach 2006–2007 wiadukt ten przeszedł kompleksowy remont, spowodowany przez złe wykonawstwo w okresie budowy. Następnie do roku 1991 stopniowo oddawano do ruchu odcinki poprzez Tarnogaj wraz z wydzielonym dwutorowym torowiskiem tramwajowym pomiędzy ulicami Tarnogajską a Bardzką (przeniesionym z ul. Pięknej), odcinek rozdzielający między sobą osiedla Gaj i Huby od Bardzkiej do Borowskiej oraz odcinek do skrzyżowania z ulicą Ślężną. Ostatni z wymienionych odcinków przebiega przez dawne ogródki działkowe oraz zlikwidowane po II wojnie światowej cmentarze, których drzewostan przekształcono w Park Generała Władysława Andersa we Wrocławiu i Park Skowroni. Początkowo ze względu na problemy z przejęciem gruntów na odcinku zaczynającym się na zachód od ul. Orzechowej zrealizowano jedynie południową jezdnię.

### Aleja Wiśniowa
Trasa przebiega dalej na zachód przebudowana aleją Wiśniową. Początkowo jedynie zachodni odcinek (między ul. Sudecką a ul. Powstańców Śląskich) stanowił dwujezdniową aleję, wschodnia część drogi była wąską jednokierunkową ulicą.
Między pasami jezdni, na wysokości skrzyżowania z Sudecką znajduje się zabytkowa wieża wodna, zwana powszechnie Wieżą Ciśnień, stanowiąca jeden z rozpoznawalnych symboli Wrocławia. Po północnej stronie alei, której środkowy pas na odcinku zachodnim jest obsadzony zabytkowymi platanami, znajduje się ponadto Szpital Kolejowy (dawniej Israelisches Krankenhaus, czyli po prostu Szpital Żydowski).

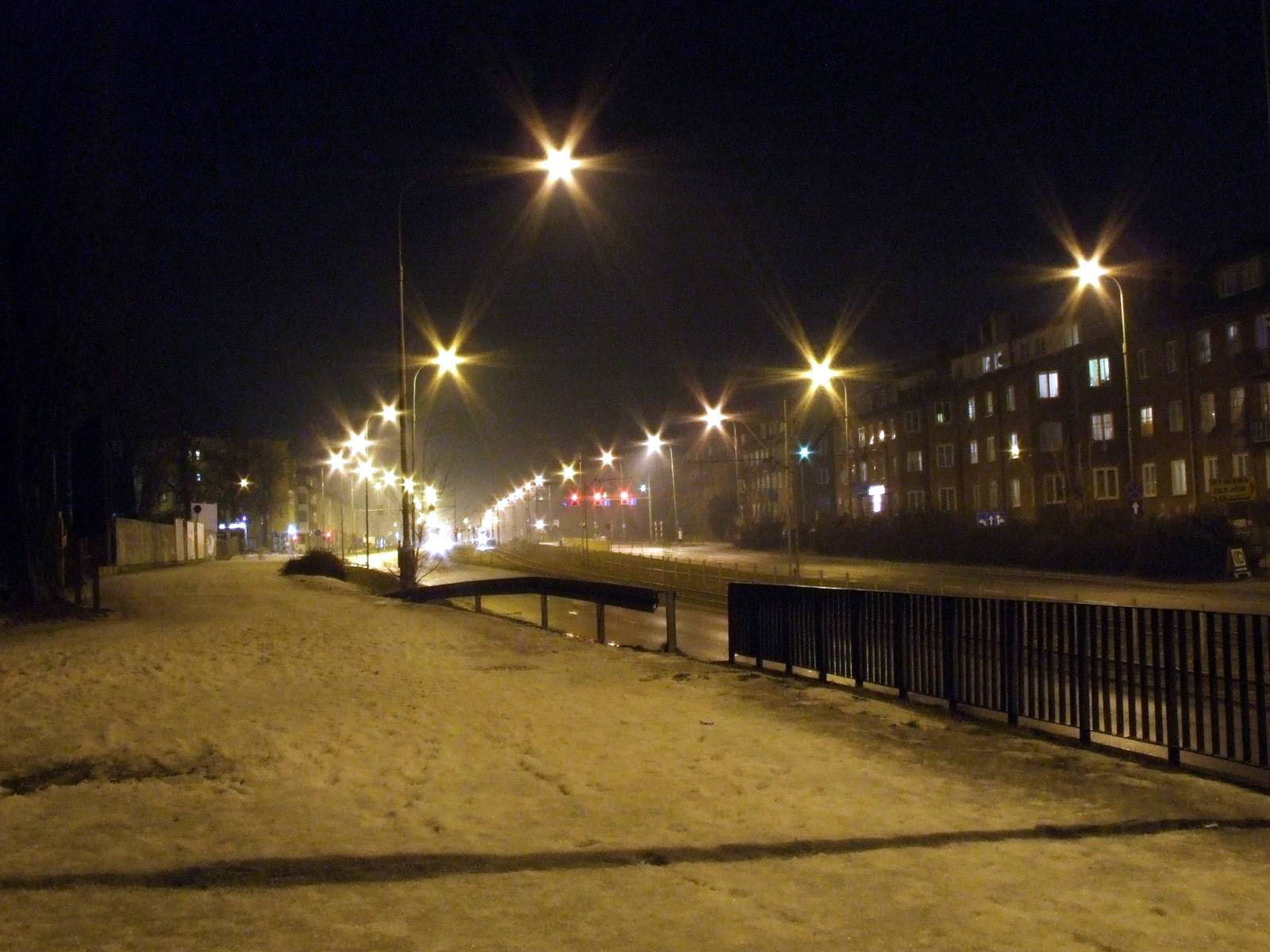
Aleja Hallera – obwodnica śródmiejska na osiedlu Grabiszyn-Grabiszynek nocą

### Aleja Generała Józefa Hallera
Powstała jeszcze w końcu XIX w. aleja gen. Hallera nosiła pierwotnie (od 1876 r.) niemiecką nazwę Kürassierstrasse, czyli ulicy „Kirasjerów”, nawiązującą do zbudowanych w latach 1867–1872 po jej południowej stronie koszar kirasjerów Großer Kurfürst („Wielki Elektor”). W roku 1900 ulica kończyła się na linii kolejowej, za nią przechodziła w „drogę kirasjerską” albo „Ścieżka konna do Grabiszyna” – Reitweg nach Gräbschen (takie określenia pojawiały się na planach miasta jeszcze w 1905 r.). Na planie z roku 1908 widnieje już wytyczony dalszy bieg ulicy, opisany jako (Kurassierstrasse) Oberweg, a na innym z tego samego roku cały ten odcinek nosi już także docelową nazwę Kürassierstrasse. 
Podczas oblężenia Wrocławia w 1945 roku koszary kirasjerów zdobyte zostały przez Armię Czerwoną już 21 lutego, a kilka dni później broniące się oddziały niemieckie musiały wycofać się także z pozostałych odcinków ulicy; największe zniszczenia dotknęły okolice w sąsiedztwie Straße der SA (taką nazwę nosiła pod koniec istnienia III Rzeszy ulica wcześniej nazwana Kaiser Wilhelm Straße, obecnie ul. Powstańców Śląskich), czyli początek ulicy Kirasjerów. Po II wojnie światowej nosiła do 1946 zapożyczoną z niemieckiej przedwojennej nazwę „Kirasjerów”, potem krótko nazwę ulicy Benedykta Polaka (obecnie nazwę tę nosi inna ulica Wrocławia), zaś później ulicy Przodowników Pracy, co powszechnie skracano na „Przodowników”. Od 1991 nosi obecną nazwę, na cześć generała Józefa Hallera von Hallenburga. Aleja jest dwujezdniowa, z wydzielonym torowiskiem tramwajowym na całej długości oraz ścieżkami rowerowymi, prowadzonymi częściowo pasem środkowym, częściowo na zewnątrz jezdni. Po południowej stronie ulicy, na wysokości ul. Księgowej znajduje się pętla tramwajowa, obecnie niewykorzystywana w ruchu liniowym. Jeszcze w latach 80. poszerzono w ramach przygotowań do inwestycji wiadukt kolejowy w okolicach ul. Mieleckiej. W toku budowy obwodnicy ulicę gruntownie przebudowano i zbudowano łącznik w kierunku ul. Klecińskiej trasą, którą już znacznie wcześniej kursowały tramwaje.
Przy alei Hallera wznosi się budynek kina Lwów nazwanego tak na cześć ojczystego miasta wielu Wrocławian, które do lat 90. nosiło nazwę „Przodownik”. Obecny budynek kina powstał w latach 1925–1927 na potrzeby loży paramasońskiej Odd Fellows na podstawie projektu znanego architekta Adolfa Radinga, w kino przekształcono go w latach 1936–1937 po delegalizacji masonerii przez nazistów. Budynki mieszkalne przy skrzyżowaniu z aleją Pracy zaprojektował zaś miejski radca budowlany Max Berg, bardziej znany jako autor Hali Stulecia.

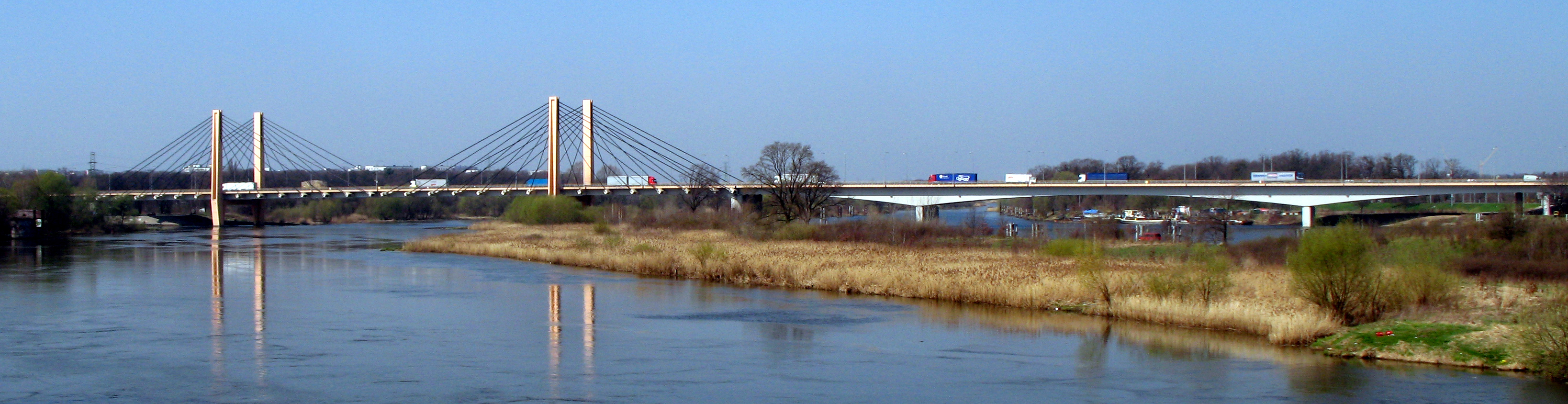
Most Milenijny

### Ulice Klecińska, Na Ostatnim Groszu i most Milenijny
Odcinek zachodni biegnie w ciągu ul. Klecińskiej. Ulica ta powstała jako połączenie ul. Grabiszyńskiej z ul. Strzegomską w latach 30. XX w. Przez wiele lat przejazd kolejowo-drogowy na skrzyżowaniu z linią kolejową do Świebodzic i Wałbrzycha oraz jednojezdniowa ulica stanowiły poważną przeszkodę dla ruchu; zamknięcie rogatek wywoływało kilkusetmetrowe zatory. Dopiero w październiku 2007 otwarto ostatecznie wiadukty nad torami oraz nowe jezdnie. Dalej na północ obwodnica wiedzie przez ukończoną w 2003 estakadę „Gądowiankę” nad kolejową stacją rozrządową Wrocław-Gądów w kierunku ul. Na Ostatnim Groszu, a następnie jako ul. Milenijna koło Hali Orbita i przez most Milenijny do ul. Osobowickiej.

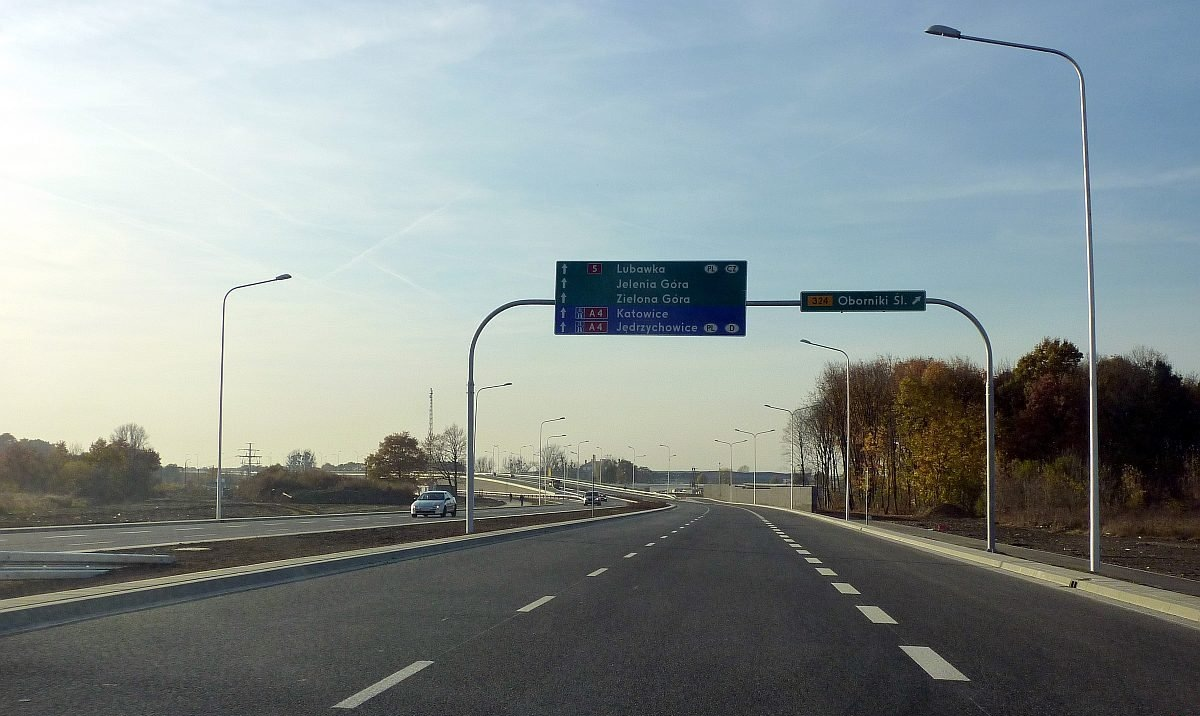
Obwodnica śródmiejska na odcinku północnym

### Północna część obwodnicy
29 października 2010 roku, na trzy miesiące przed planowanym terminem, oddany został do eksploatacji nowy odcinek o długości 4,2 km. Od ul. Osobowickiej obwodnica biegnie nasypem przez dawne pola irygacyjne wzdłuż torów kolejowych linii do Poznania, po czym w rejonie ul. Ćwiczebnej skręca na wschód przechodząc długim wiaduktem nad terenami wojskowymi, nad linią kolejową, nad ul. Obornicką i nad terenem Targpiastu. Na ul. Obornickiej pod obwodnicą zbudowano rondo, pozwalające na wjazd i zjazd z obwodnicy w tę ulicę. Również nad ul. Żmigrodzką wybudowano wiadukt, a w jego sąsiedztwie węzeł drogowy łączący obwodnicę z tą ulicą. Za nim droga zwęża się i przechodzi w ul. Poświęcką. Zjazdy i najazdy za wiaduktem zostały już wybudowane z myślą o przyszłej budowie kolejnego odcinka.
Prezydent Rafał Dutkiewicz otwierając ten odcinek obwodnicy zapowiedział wnioskowanie o nazwanie jej imieniem Jana Nowaka-Jeziorańskiego; wniosek ten został zaakceptowany. Na odcinku tym (dwujezdniowym, po dwa pasy ruchu na każdej jezdni) obowiązuje ograniczenie prędkości do 70 km/h.

## Planowane odcinki

### Odcinek północny (od ul. Żmigrodzkiej do ul. Bolesława Krzywoustego)
Od ulicy Żmigrodzkiej trasa obwodnicy będzie budowana pomiędzy ulicami Poświęcką i Milicką by następnie przez tereny poligonu i ogródki działkowe przy Lesie Sołtysowickim ominąć osiedle na Sołtysowicach i połączy się ze wschodnim odcinkiem przy wjeździe do Psiego Pola z ulicą Bolesława Krzywoustego.